# سیارک ۱۵۶۳۲
سیارک ۱۵۶۳۲ (به انگلیسی: 15632 Magee-Sauer، نامگذاری:2000HU70) پانزده هزار و ششصد و سی و دومین سیارک کشف شده‌است که در ۲۶ آوریل ۲۰۰۰ کشف شد.
قدر مطلق سیارک برابر ۱۶.۲ است.